# St. Nikolaus (Rüppurr)

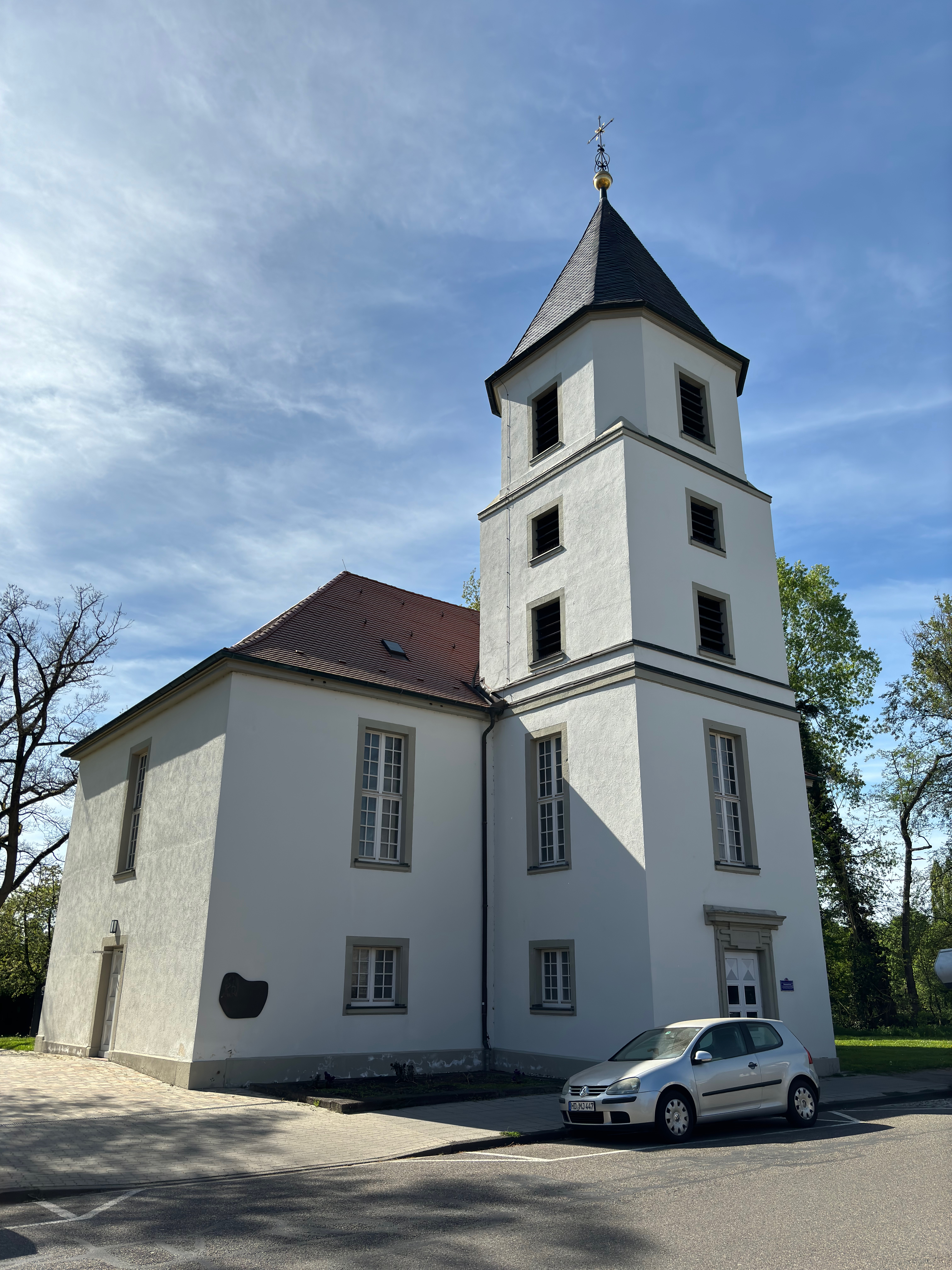
St. Nikolaus in Rüppurr

Die römisch-katholische Filialkirche St. Nikolaus steht in Rüppurr, einem Stadtteil von Karlsruhe in Baden-Württemberg. Das Bauwerk ist beim Landesamt für Denkmalpflege Baden-Württemberg als Baudenkmal eingetragen. Die Kirche gehört zum Dekanat Karlsruhe des Erzbistums Freiburg. Kirchenpatron ist Nikolaus von Myra.

## Beschreibung
Die Querkirche wurde von 1774 bis 1776 nach vereinfachten Plänen von Johann Friedrich Weyhing anstelle einer Kapelle als evangelische Predigtkirche erbaut. Sie wurde 1908 von der katholischen Kirchengemeinde übernommen. Im Osten des quergelagerten, mit einem Walmdach bedeckten Langhauses steht der Kirchturm, in dessen Glockenstuhl nur eine Kirchenglocke hängt. Im Westen des Langhauses befindet sich der Chor.